# Estimação
Em estatística, chama-se  de estimação ou esmo o processo de atribuição de um valor a um parâmetro, para o qual não se conhece o valor absoluto. Por exemplo, para encontrar um valor médio de uma população a partir da observação de uma amostra, tem que proceder-se à sua estimação.